# アリイ
アリイは、ポリネシアの階級社会における支配者階級層の総称。

## 概要
「アリイ」の言語学的な語源は ariki と考えられている。ソシエテ諸島などでは k が脱落した arii 、ハワイやサモアではさらに r が l に変化した alii という綴りが充てられている。マルキーズ諸島などでは r が脱落した aiki 、ニュージーランドのマオリ人では大きく変化して eiki となっている。
いずれも日本語では「アリイ」とカナ転写され、「酋長」「王族」といった意味に用いられている。古代のハワイではアフプアアによって階級が決定され、それぞれの階級には「アリイ・ヌイ」や「アリイ・アイ」などといった子細な名称が付けられていた。

## 参照項目
- アリイ通り - ハワイ島カイルア・コナにある目抜き通り